# Zastava BGP-40x46 mm
Zastava BGP-40x46 mm (GL M11) — сербский однозарядный 40-мм подствольный гранатомёт.

## Конструкция
Заряжание осуществляется с казны. Ударно-спусковой механизм двойного действия. Ствол хромированный.
Предназначен для установки на автоматы серий Zastava M21BS и M05E. Монтируется на планку Пикатинни под цевьём автомата.
При установке приклада допускается использование в качестве ручного гранатомёта.